# Luszkowo
Luszkowo (niem. Luschkowo, 1942–1945 Lußkauhof) – osada w Polsce położona w województwie kujawsko-pomorskim, w powiecie świeckim, w gminie Pruszcz. Według spisu powszechnego z 31 marca 2011 roku wieś liczyła 276 mieszkańców.
W latach 1975–1998 miejscowość administracyjnie należała do województwa bydgoskiego.
Przez miejscowość przebiega droga:
- E261 S5 5 (Świecie – Luszkowo – Bydgoszcz – Poznań – Wrocław – Lubawka granica państwa  z Czechami )

W tej miejscowości znajdował się drewniany dwór z 1850 roku o konstrukcji zrębowej, obrzucany gliną. Obecnie pozostał tylko park.
We wschodniej części miejscowości znajdują się 2 jeziora i liczne formy polodowcowe.

## Historia Luszkowa w trakcie II wojny światowej
Martyrologia ludności Pomorza rozpoczęła się od pierwszych dni września. Natychmiast po wkroczeniu Wehrmachtu na teren powiatu świeckiego zaczęły się aresztowania i rozstrzeliwania Polaków. Szczególnie zbrodniczą rolę odegrał utworzony we wrześniu tzw. Selbstschutz, złożony z miejscowych Niemców.
32. dywizja piechoty pod dowództwem Generalleutnanta Franza Böhme 3 września 1939 roku wkroczyła na tereny gminy Pruszcz i skierowała swoje natarcie na odcinek Parlin-Gruczno-Luszkowo-Topolinek.
Na terenie powiatu świeckiego było kilka obozów internowania, gdzie przetrzymywano aresztowanych Polaków.
Między innymi do Luszkowa zwożono pacjentów z Krajowego Zakładu Psychiatrycznego w Świeciu. Wcześniej chorym dawano środki oszałamiające a następnie rozstrzeliwano ich we wcześniej przygotowanych grobach nad jeziorem. Jeden z Niemców o nazwisku G. Kusch z Terespola zeznał, że w Luszkowie zginęli również nauczyciele z okolicznych miejscowości. W egzekucjach brali udział m.in. Holdhöffer, Köhn i Peysler. W 1944 roku Niemcy wykopali ciała i spalili w nieznanym miejscu. Przeprowadzona po wojnie ekshumacja nie pozwoliła na ustalenie tożsamości wszystkich zamordowanych pacjentów Krajowego Zakładu Psychiatrycznego w Świeciu oraz pozostałych Polaków.
O masowych egzekucjach jakie odbywały się w Luszkowie nad jeziorem zeznał po wojnie mieszkaniec Luszkowa Piotr Glaziński (ur. 1882 r.). Poniżej treść Jego zeznań:
"Przed wojną byłem zatrudniony w charakterze włodarza na folwarku w Luszkowie. Po wkroczeniu Niemców do Polski było to w miesiącu wrześniu 1939 r., gdy kopałem kartofle z ludźmi i około godziny 14-ej widziałem jak w kierunku jeziora jechała taksówka, za taksówką jechał duży autobus w którym mieściły się kobiety, mężczyźni i dzieci. Po upływie około pół godziny, gdy autobus wiozący ludzi zjechał na dół do jeziora słychać było strzały z karabinów. Słyszałem również krzyk i wołanie wśród ludzi, lecz co z ludźmi robiono tego zapodać nie mogę, gdyż byłem oddalony a autobus był w dole koło jeziora i nie widziałem. Nadmieniam, że w południe tego samego dnia robotnicy kopali duży dół z polecenia właściciela Niemca danego majątku. W miesiącu czerwcu 1944 r. jest mi wiadomym, że przyjechali Niemcy dużymi samochodami wraz z wojskiem nad jezioro, gdzie mieścił się grób. Co robili tego również konkretnie zapodać nie mogę, gdyż było obstawione naokoło wojskiem.
W sprawie mordów nad jeziorem w Luszkowie zeznał również Józef Wiszkucki z Luszkowa: […] gdy byłem w majątku Luszkowo zauważyłem dwa duże autobusy zapełnione ludźmi obok nich stali Niemcy cywile i wojskowi. W autobusach mogło zmieścić się około stu ludzi. Gdy zbliżyłem się do autobusów cywile z karabinami zawrócili mnie mówiąc, że tu nie wolno przechodzić. Zauważyłem również gromadę ludzi nadchodzących z kierunku Luszkówka. […] Po upływie dwóch godzin słyszałem strzelanie z karabinów ręcznych, które trwało około godziny. W tym czasie słyszałem wołanie o ratunek w języku polskim. […] W czerwcu 1944 roku przyjechały dwa duże autobusy, które miały z boku przyczepiono łopaty i kilofy […]. Na podstawie dalszych zeznań Józefa Wikuckiego wiemy, że wojsko obstawiło szczelnie cały teren i nie dopuszczało mieszkańców w okolicę jeziora. Przez dwa dni, dniem i nocą, były prowadzone ekshumacje. Po odjechaniu autobusów Józef Wiszkucki udał się nad jezioro i stwierdził, że świeżo zasypany grób opadł o około pół metra."

## Nadwiślańska Chata

Opis wsi Luszkowo według Słownika geograficznego Królestwa Polskiego i innych krajów słowiańskich › Tom V › strona 485

Luszkowo wieś i dobra włościańskie w powiecie świeckim, w latach 80. XIX wieku zamieszkiwane były przez ludność wyznania ewangelickiego, było tutaj 19 budynków. Zagroda położona obecnie w Luszkowie 26 ocalała jako jedyna. Budynek mieszkalny powstał w 1801 roku, a jego wzniesienie należy wiązać z osadnictwem holenderskim na terenach nadrzecznych wzdłuż Wisły. Olędrzy – mennonici, uchodźcy religijni z pogranicza dzisiejszych Niemiec i Holandii, specjalizowali się w prowadzeniu gospodarstw rolnych i hodowlanych. Układ przestrzenny naszego budynku łączy pod wspólnym dachem izbę mieszkalną i pomieszczenie niegdyś dla zwierząt łącznie ze stodołą, który reprezentuje charakterystyczny model domu-zagrody, nierozerwalnie związany z olendrami zasiedlającymi dolinę. Chata przed II wojną światową należała do rodziny niemieckiej, później, na mocy reformy rolnej w 1945 roku została przejęta przez rodzinę Brzykcy.
W latach 2005-2008 Nadwiślańska Chata została w całości od podstaw pieczołowicie odrestaurowana, dzięki czemu nabrała nowego życia. Wewnątrz przystosowano ją do współczesnych wymogów mieszkaniowych, zachowując jednocześnie oryginalny wygląd zewnętrzny, dzięki czemu, została ona wpisana do rejestru zabytków.